# Rifargia castrena
Rifargia castrena är en fjärilsart som beskrevs av Jones 1912. Rifargia castrena ingår i släktet Rifargia och familjen tandspinnare. Inga underarter finns listade.